# روب هولاند
روب هولاند (بالإنجليزية: Robb Holland)‏ هو سائق سباق أمريكي، ولد في 18 نوفمبر 1967 في نيويورك في الولايات المتحدة.

## روابط خارجية
- روب هولاند على موقع DriverDB.com (الإنجليزية)